# John Boozman
John Boozman (ur. 10 grudnia 1950) – amerykański polityk związany z Partią Republikańską. Od 2011 roku pełni funkcję młodszego senatora ze stanu Arkansas. Wcześniej przez prawie 10 lat pełnił funkcję kongresmena z 3. okręgu wyborczego w Arkansas, który obejmuje północno-zachodnią część stanu (m.in. miasto Fort Smith).

## Życiorys

### Młodość i kariera zawodowa
Boozman urodził się 10 grudnia 1950 roku w Shreveport w stanie Luizjana, jednak wychowywał się w Fort Smith. Jego ojciec służył w United States Air Force. Po ukończeniu szkoły średniej grał w futbolowej drużynie Arkansas Razorbacks. W 1977 roku ukończył szkołę optometrii i jeszcze w tym samym roku otworzył wraz z bratem prywatną klinikę, która w krótkim czasie stała się znana w północno-zachodnim Arkansas.

### Izba Reprezentantów
Trzeci okręg wyborczy w stanie Arkansas jest uważany za najbardziej przyjazny republikanom ze wszystkich czterech, jakie posiada stan. Ostatniego Demokratę do Izby Reprezentantów wybrał w 1964 roku. Dlatego, gdy Asa Hutchinson zrezygnował z funkcji kongresmena by kierować Drug Enforcement Administration (agencja zajmująca się przestępczością narkotykową), było praktycznie pewne, że zastąpi go Republikanin. Boozman wygrał prawybory, a potem także wybory uzupełniające. W kolejnych latach czterokrotnie, za każdym razem bez najmniejszych problemów, wygrywał reelekcję. Dwa razy Demokraci nie wystawili nawet przeciwko niemu kandydata. W 2002 roku był jednym 297 kongremenów (215 Republikanów), którzy głosowali za wojną w Iraku. Był autorem ustawy zwiększającej kary za rozprowadzanie narkotyków wśród nieletnich. Ponadto zajmował się także prawami weteranów. W wyborach prezydenckich 2008 roku Boozman poparł byłego gubernatora Arkansas Mike'a Huckabee, jednak ten przegrał republikańskie prawybory.

### Senator
Boozman zdecydował się w 2010 roku wystartować w wyborach do Senatu, gdzie przyszło mu się zmierzyć urzędującą senator Blanche Lincoln. Wybory w  2010 roku były niezwykle udane dla Republikanów, którzy wykorzystali niepopularność prezydenta Obamy i jego reformy zdrowotnej. Lincoln poparła reformę, i choć była jednym z najbardziej konserwatywnych Demokratów w Senacie, nie miała szans na reelekcję w konserwatywnym Arkansas. Dodatkowo musiała stoczyć ciężki bój w prawyborach z lewicowym konkurentem, niezadowolonym z jej pracy. Boozman pokonał ją w listopadzie 58%-37%, co można uznać za absolutny nokaut dla urzędującego senatora. Wynik wyborów tylko potwierdził tezę, że Arkansas staje się coraz bardziej republikańskim stanem.
Boozman zasiada w senackich komisjach, między innymi w komisji ds. weteranów, komisji ds. środowiska. Jest też przewodniczącym mniejszości ("ranking member") w kilku podkomisjach:  ds. zasobów naturalnych i leśnictwa, "zielonych" miejsc pracy i nowej gospodarki, nauki i kosmosu.

## Poglądy i życie prywatne
Boozman jest jednym z mniej rozpoznawalnych senatorów, rzadko można o nim słyszeć w ogólnokrajowych mediach. Jest średnio konserwatywny w porównaniu do innych republikańskich senatorów. Głosował przeciwko zwiększeniu kontroli przy zakupie broni palnej, ale z drugiej strony poparł ustawę zakazującą dyskryminacji pracowników ze względu na płeć czy orientację seksualną.
22 kwietnia 2014 przeszedł nagłą operację serca. Szybko jednak powrócił do pracy w Senacie i ogłosił, że w 2016 roku zamierza ubiegać się o reelekcję.
Boozman mieszka obecnie w mieście Rogers. Ma żonę Cathy i troje dzieci.